# Steven Lewerenz
Steven Lewerenz (Hamburg, 1991. május 18. –) német labdarúgó, aki jelenleg az 1. FC Magdeburg játékosa.

## Pályafutása
A VSG Stapelfeld, a Dynamo Dresden és a Hamburger SV csapatainál nevelkedett. 2009-ben került a Hamburger második csapatához, ahol alapember lett. 2010 nyarán az RB Leipzig csapatához igazolt, majd 2011-ben az osztrák Kapfenberg csapatánál szerepelt kölcsönben. 2012 nyarán az Eintracht Trier csapatához került, ahol csak egy szezont töltött el. Következő állomás a karrierjében a Mainz második csapata volt. 2014 júliusában aláírt a Würzburger Kickers csapatához.
2009-ben két alkalommal pályára lépett a német U19-es labdarúgó-válogatottban. Mindkét alkalommal a belga U19-es labdarúgó-válogatott elleni felkészülési mérkőzésen.

## Statisztika
2014. december 25-i állapot szerint.
| Klub               | Szezon             | Bajnokság | Bajnokság | Kupa  | Kupa  | Európa | Európa | Összesen | Összesen |
| Klub               | Szezon             | Mérk.     | Gólok     | Mérk. | Gólok | Mérk.  | Gólok  | Mérk.    | Gólok    |
| ------------------ | ------------------ | --------- | --------- | ----- | ----- | ------ | ------ | -------- | -------- |
| Hamburger SV II    | 2008-09            | 3         | 0         | 0     | 0     | —      | —      | 3        | 0        |
| Hamburger SV II    | 2009-10            | 25        | 2         | 0     | 0     | —      | —      | 25       | 2        |
| Hamburger SV II    | Összesen           | 28        | 2         | 0     | 0     | 0      | 0      | 28       | 2        |
| RB Leipzig         | 2010-11            | 11        | 1         | 0     | 0     | —      | —      | 11       | 1        |
| RB Leipzig         | 2011-12            | 0         | 0         | 0     | 0     | —      | —      | 0        | 0        |
| RB Leipzig         | Összesen           | 11        | 1         | 0     | 0     | 0      | 0      | 11       | 1        |
| Kapfenberg         | 2010-11            | 6         | 0         | 0     | 0     | —      | —      | 6        | 0        |
| Kapfenberg         | Összesen           | 6         | 0         | 0     | 0     | 0      | 0      | 6        | 0        |
| Eintracht Trier    | 2012-13            | 28        | 1         | 0     | 0     | —      | —      | 28       | 1        |
| Eintracht Trier    | Összesen           | 28        | 1         | 0     | 0     | 0      | 0      | 28       | 1        |
| Mainz 05 II        | 2012-13            | 35        | 7         | 0     | 0     | —      | —      | 35       | 7        |
| Mainz 05 II        | Összesen           | 35        | 7         | 0     | 0     | 0      | 0      | 35       | 7        |
| Würzburger Kickers | 2014-15            | 21        | 5         | 2     | 1     | —      | —      | 23       | 6        |
| Würzburger Kickers | Összesen           | 21        | 5         | 2     | 1     | 0      | 0      | 23       | 6        |
| Karrierje összesen | Karrierje összesen | 129       | 16        | 0     | 0     | 0      | 0      | 129      | 116      |

## Külső hivatkozások
- Transfermarkt profil